# 민챙이
민챙이(Bullacta exarata, Korean mud snail)는 포도고둥과에 속하는 바다 우렁이의 일종이다.
민챙이는 중국 동부에서 상업적으로 중요한 연체 동물로서 음식으로 이용된다.
민챙이는 Bullacta. cf속의 유일한 종이다.